# Tenhi
I Tenhi sono una band neofolk Finlandese formatasi nel 1996.
La parola tenhi significa in finlandese antico anziano del villaggio, uomo saggio o chiaroveggente.
La musica dei Tenhi è minimalista e oscura. Solitamente le linee ritmiche vengono suonate seguendo stilemi tipici della musica rock moderna, mentre le parti melodiche e vocali presentano fortissime influenze folk. La strumentazione di base della band comprende chitarra acustica, basso e batteria. Frequentemente a questi si aggiungono numerosi strumenti, tra cui pianoforte, violino, viola, flauti, didgeridoo, armonica a bocca, armonium, violoncello, udu e sintetizzatore.

## Formazione

### Formazione base
- Tyko Saarikko - voce, piano, armonium, synth, chitarra, percussioni, didgeridoo, armonica, udu
- Ilmari Issakainen - batteria, piano, chitarra, basso, percussioni, cori

La formazione base compone tutti i testi e le musiche, incaricandosi anche delle copertine e degli artwork dei cd.

### Turnisti
- Inka Eerola - violino
- Janina Lehto - flauto
- Jaakko Hilppö - cori, basso (live)
- Tuukka Tolvanen - cori, chitarra (live)

### Ex componenti
- Ilkka Salminen - voce, chitarra, basso, armonium, percussioni (1996-2008)
- Eleonora Lundell - violino, viola (1998-2001)
- Veera Partanen - flauto (1999-2000)
- Kirsikka Wiik - violoncello (nell'album Väre)

## Discografia
Album in studio
- 1999 - Kauan
- 2002 - Väre
- 2005 - Maaäet
- 2006 - Airut:aamujen
- 2011 - Saivo

Raccolte
- 2007 - Folk Aesthetic 1996-2006

Demo
- 1997 - Kertomuksia
- 1998 - Hallavedet
- 2000 - Airut:ciwi

### Interviste
- intervista su rock-impressions, su rock-impressions.com.
- intervista e monografia su ondarock, su ondarock.it.

| Controllo di autorità | VIAF (EN) 135816323 · ISNI (EN) 0000 0000 9258 9713 |